# Siccia fulvocincta
Siccia fulvocincta là một loài bướm đêm thuộc phân họ Arctiinae, họ Erebidae.